# Chhatarpur

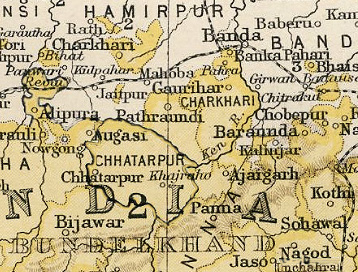
Chhatarpur a un mapa de l'Imperial Gazetteer of India.

Chhatarpur fou un estat tributari protegit a l'agència del Bundelkhand, a l'Índia central. La superfície era de 2896 km². Limitava al nord amb el districte d'Hamirpur i l'estat de Charkhari; a l'est el riu Ken que el separava dels estats d'Ajaigarh i Panna; a l'oest amb parts dels estats de Bijawar i Charkhari; i al sud amb Bijawar i Panna i el districte de Damoh. El país era pla, amb un únic riu rellevant, el Ken i els seus afluents Urmal i Kutri.
L'estat fou fundat al final del segle XVIII per Kunwar Sone Sah Ponwar o Pamar, un feudatari del raja Hindupat de Panna, en territoris fora d'aquest estat. A la mort d'Hindupat el 1777 el seu fill Sarnat Singh va haver d'abandonar l'estat i retirar-se a Rajnagar, prop de Chhatarpur. Va morir deixant un fill menor, Hira Singh, sota custòdia de Kunwar Sone Sah Ponwar. Aprofitant aquesta minoria, Sone Sah es va apoderar del jagir el 1785 al que va afegir altres territoris aprofitant els disturbis de la invasió maratha. El 1800, junt amb altres caps del Bundelkhand, es va fer tributari d'Ali Bahadur, nawab de Banda. Després de l'establiment britànic al Bundelkhand (1804), el 1806 va rebre un sanad confirmant la possessió, però algunes terres, incloent la ciutat de Chhatarpur, se les reservaven els britànics. No obstant el 1808 també li foren reconegudes aquestes terres per un nou sanad. A la mort de Sone Sah va repartir els seus dominis entre els seus cinc fills; poc després es va fer una redistribució i la part de Pratap Singh, el germà gran, fou considerablement reduïda. El govern britànic va desaprovar aquesta partició per ser desfavorable per Pratap i oposada a la política de la integritat dels estats del Bundelkhand i van establir que a la mort dels seus germans, els seus territoris havien de retornar a Pratap o als seus descendents (1817). Un dels germans, Bakht Singh, que no havia aconseguit governar el seu estat adequadament, el va cedir al seu germà Pral Singh a canvi d'una pensió de 2250 rúpies al mes; en el seu domini s'incloïen un muafi (territori donat lliure de renda per caritat o afers religiosos) de tres pobles, que pertanyia a la família Dikshit de Rilheri a qui l'havia concedit Hindupal; aquest muafi fou reconegut a la família com a thakurat garantit però feudatari de Chhatarpur. El 1827 el sobirà va rebre el títol de raja bahadur.
Pratap Singh va morir el 1854 i l'adopció de Raj, net de Bakht Singh, no fou acceptada per la Companyia, i doncs per manca d'hereus directes, l'estat hauria hagut de passar a domini britànic, però en consideració a la lleialtat dels sobirans de Chhatarpur, finalment es va concedir un sanad a títol de gràcia, a Jagat Raj, de 8 anys i la rani fou nomenada regent. La rani dirigia l'estat durant el motí del 1857 i va donar asil als refugiats de Nowgong. El 1862 un sanad per l'adopció li fou concedit al raja. El 1863 la rani fou deposada acusada de mala administració i l'estat posat sota administració d'un oficial britànic. El 1867 el jove raja va rebre els poders com a major d'edat però va morir el 1868; el va succeir el seu fill Vishvanath Singh, de només 14 mesos. L'estat va restar sota control d'un oficial britànic fins al 1876 quan la rani vídua fou nomenada regent; altre cop per mala administració fou deposada el 1878 i va tornar l'administració britànica fins al 1887 quan el raja fou declarat major d'edat; va rebre tots els poders el 1894 i el títol personal de maharajà el 1895 amb dret hereditari el 1919. El sobirà de Chhatarpur era el cap dels ramars o ponwars de Bundelkhand, secció del clan Agnikula, sorgit el segle XIII. El raja tenia dret a salutació d'11 canonades.
Arqueològicament l'estat incloïa l'important grup de temples de Khajuraho. A Man, a 15 km a l'est, també hi ha edificis destacats del segle XVII excepte algunes construccions chandeles (una de les quals podria datar del 1150); les construccions chandeles principals eren: el Jagat Sagar a Mau, el Imlika Takao a Rajnagar i el Jhinna Sagar a Lauri. A Manyagarh, a la riba oest del Ken, prop de Rajgarh, 30 km al sud-est de Chhatarpur, hi ha una fortalesa un dels Ath Kot (Vuit fortaleses) que distingeixen el Bundelkhand; probablement el seu nom estava relacionat amb la deïtat Manya Devi, deessa tutelar dels chandela.
La població, repartida en 421 pobles, era:
- 1881: 164.369
- 1891: 174.148
- 1901: 156.139

La capital era Chhatarpur. Administrativament estava dividit en quatre tehsils: 
Chhatarpur, Rajnagar, Lauri i Deora.
El 1882 es va posar en circulació la moneda britànica en lloc de la raja shah, rúpia local. L'exèrcit el formaven 112 homes i 30 de cavalleria a més de 440 irregulars. La policia la formaven 120 homes i 277 poilicies rurals.
La capital Chhatarpur és avui dia capital del districte de Chhatarpur, amb una població de més de cent mil habitants, que eren 99.519 al cens del 2001 (10.029 habitants el 1901). Fou fundada per Chhatarsal de Panna el 1707.
La bandera era rectangular de dos franges horitzontals, al damunt blau clar i a sota blanc.

## Llista de rages
- Kunwar Sone Sah Ponwar Raja 1785-1816
- Raja Pratap Singh Bahadur 1816-1854 (raja bahadur 1827) (fill)
- Raja Jagat Raj Singh Bahadur 1854-1867 (adoptat, fill del fill d'un germà de Pratap Singh)
- Maharaja Sir Vishwanath Singh Bahadur 1867-1932 (fill)
- Maharaja Bhawani Singh Bahadur 1932-1948 (+2006)